# Скачки-Малюгин
Скачки-Малюгин — хутор в Морозовском районе Ростовской области.
Входит в состав Костино-Быстрянского сельского поселения.

## География
На хуторе имеется одна улица — Морская.

## Население
| 2010 |
| ---- |
| 145  |